# Aconitum monticola
Aconitum monticola är en ranunkelväxtart som beskrevs av Steinb.. Aconitum monticola ingår i släktet stormhattar, och familjen ranunkelväxter. Inga underarter finns listade i Catalogue of Life.